# 마야 미키
마야 미키(真矢 みき, 1964년 1월 31일 ~ )는 다카라즈카 가극단 하나구미 출신 일본의 배우이다. 본명은 니시지마 미키(西島 美季, 결혼 전 성은 사토)이다.
히로시마시 니시구에서 태어나, 오사카부 도요나카시에서 자랐다. 소속사는 블루밍 에이전시이다.

## 다카라즈카 가극단 재단 당시의 주요 무대

### 하나구미 시대
1981년
- 3월-5월 《다카라즈카 봄의 춤/퍼스트 러브》 (하나구미) (다카라즈카 대극장공연)＊초무대

1983년
- 《단풍수정/메이플라워》 (대극장 공연)

10월 《메이플라워》제 2회 신인공연: 잭 (본역 : 타카시오 토모에)
1984년
- 2월-3월 《호박 색의 비에 젖어서/쥬뗌므》 (대극장 공연) : 폴 (신인공연: 루이/본역 : 오우라 미즈키)
- 9월- 《명탐정은 외톨이/라라 플로라》 (대극장 공연)신인공연 : 톰 (본역 : 오우라 미즈키)

1985년
- 3월-5월 《사랑이 있으면 생명은 영원히》 : 소공자 (신인공연 : 나폴레옹/본역: 타카시오 토모에) (다카라즈카 대극장)
- 6월 《재팬 판타지/드림 오브 다카라즈카》 (제5회 하와이공연)
- 9월-11월 《텐더 그린/앙드로제니》 (다카라즈카 대극장)

《텐더 그린》 신인공연 : 손 (본역 : 타카시오 토모에). 《앙드로제니》 칼보 마니아
1986년
- 5월 《지는 꽃이여, 바람의 속삭임을 들어라》 : 소타로 (다카라즈카 바우홀 공연)
- 7월- 《붉은 바다에 기도를/히어로즈》 (대극장 공연)

신인공연 : 안토니 (본역 : 타카시오 토모에)
- 8월-9월 《굿바이 페퍼민트 나이트！》 : 루이스 캐너비 쥬니어 (바우홀 공연)

1987년
- 2월-3월 《머나먼 여로의 끝에서/쇼 업 쇼》 : 마이스키 소위(신인공연 : 사비닌 /본역 : 타카시오 토모에) (대극장 공연)
- 8月-9月 《あの日薔薇一輪/ザ・レビュースコープ》 (대극장 공연)

《あの日薔薇一輪》: 제임스 (대역: 리처드/본역 : 세가와 카에, 오우라 미즈키의 휴연으로 인하여). 《더 레뷰 스코프》 : 프린세스 파인애플
1988년
- 2월 《벨벳 컬러》 : 누프(바우홀 공연)
- 3월-5월 《키스 미 케이트》 : 쇼 (대극장 공연)
- 9월-11월 《봄 또다시/포에버！다카라즈카》 (대극장 공연)

《봄 또다시》 : 여오. 《포에버！다카라즈카》 : 뷰티즈A
- 11월 《송&포토레이트》 (바우 콘서트)

1989년
- 1월-2월 《회의는 춤춘다/더 게임》 (대극장 공연)

《회의는 춤춘다》 : 프란츠
- 2월-3월 《강경파 ・ 사카모토 료마!》 : 사카모토 료마(바우홀 첫 공연)
- 6월-8월 《로마노프의 보석/지탄 드 지탄》 (대극장 공연)

《로마노프의 보석》 : 세자르 《지탄 드 지탄》 : 루달리
- 10월-11월 《베르사이유의 장미 －페르젠과 마리 앙투아네트 편－》 : 제로델(호시구미 공연 특별출연)(대극장 공연)

1990년
- 2월 《로마노프의 보석》 : 안젤로 (중일극장)
- 3월-5월 《베르사이유의 장미 －페르젠 편－》 : 오스칼 (역할바꿈 : 요제프 II세) (대극장 공연)
- 5월-6월 《아름다운 야수》 : 보이 M, 퀸 비(바우홀 공연)
- 9월-10월 《가을 …겨울의 전주곡/더 쇼 케이스》 : 루보르(대극장 공연)

1991년
- 1월-2월 《春の風を君に…/ザ・フラッシュ！》 (大劇場公演)

《春の風を君に…》: 竜童
- 6月-8月 《ヴェネチアの紋章/ジャンクション24》 (大劇場公演)

《ヴェネチアの紋章》: ヴィットリオ。 《ジャンクション24》: レッド・キラーS
1992年
- 1月 《ドニエプルの赤い罌粟》: アレクサンドル (バウホール主演)
- 2月-3月 《白扇花集/スパルタカス》 (大劇場公演)

《白扇花集》: 赤いけしS、花のボレロ。 《スパルタカス》: サビヌス
- 4月-5月 《小さな花がひらいた/ジャンクション24》 (地方公演)

《小さな花がひらいた》: くろ。 《ジャンクション24》: レッド、ルダリ
- 8月-10月 《心の旅路/ファンシー・タッチ》 (大劇場公演)

《心の旅路》: ハリスン。 《ファンシー・タッチ》: ジャック、マヤチェロ
1993年
- 2月-3月 《メランコリック・ジゴロ/ラ・ノーバ！》 (大劇場公演)

《メランコリック・ジゴロ》: スタン
- 8月-9月 《ベイ・シティ・ブルース/イッツ・ア・ラブ・ストーリー》 (大劇場公演)

《ベイ・シティ・ブルース》: レオナード
- 10月 《アップル・ツリー 〜三つの愛の物語〜》: アダム、バーバラ、エラ、パッショネラ (バウホール主演)

1994년
- 3월-5월 《블랙 잭 위험한 내기/불새》 (대극장 공연)

《블랙 잭 위험한 내기》: 케인. 《불새》: 쥬라기 헌터
- 6월 《바람과 함께 사라지다》: 레트 버틀러 (유키구미 특별출연) (대극장 공연)
- 7월 《블랙 잭 위험한 내기/불새》 (도쿄공연: 안쥬 미라의 대역)

《블랙 잭 위험한 내기》: 블랙 잭. 《불새》: 불새
- 9월-11월 《겨울의 태풍, 페테르부르그에서 죽다/하이퍼 스테이지!》 (대극장 공연)

《겨울의 태풍, 페테르부르그에서 죽다》: 앙드레. 《하이퍼 스테이지!》: 레이서S
1995년
- 1월 《哀しみのコルドバ/메가 비젼》 (대극장 공연)

《슬픔의 골드바》: 리카르드 로메로 《메가 비젼》: 섀도우 S, 백조

### 花組トップ時代
1995年
- 6月-8月 《エデンの東/ダンディズム！》 (大劇場公演) (大劇場お披露目公演)

《エデンの東》:キャル・トラスク
- 9月-10月 《紅はこべ/メガ・ヴィジョン》 (全国ツアー)

《紅はこべ》: パーシー
1996年
- 1月-2月 《花は花なり/ハイペリオン》 (大劇場公演)

《花は花なり》: 花若
- 6月-8月 《ハウ・トゥー・サクシード》: J．ピエルポント・フィンチ (大劇場公演)
- 12月-1997年1月 《Ryoma 〜硬派・坂本竜馬！II〜》: 坂本竜馬 (シアター・ドラマシティ公演)

1997年
- 2月-3月 《失われた楽園/サザンクロス・レビュー》 (大劇場公演)

《失われた楽園》: アーサー・コクラン
- 4月-5月 《風と共に去りぬ》: レット・バトラー (全国ツアー)
- 8月-9月 《ザッツ・レビュー》: 春風泰平 (大劇場公演)
- 10月 《ブルー・スワン》: アレックス (バウホール公演)

1998年
- 5月-6月 《SPEAKEASY/スナイパー》 (大劇場公演) (退団公演)

《SPEAKEASY》: マック・ザ・ナイフ
- 8月-10月TAKARAZUKA1000days劇場公演を最後に退団

### ディナーショー、コンサート
- 〈ディナーショー〉 (1989年、友麻夏希、香寿たつきと六甲山ホテルで)
- 〈Nice GUY！〉 (1996年)
- 〈MIKI in BUDOKAN〉 (1998年7月、日本武道館)

## 출연

### 드라마
1999년
- 《상처투성이의 여자》

2000년
- 《사랑을 주세요》

2003년
- 《동물병원 선생님》
- 《나만의 마돈나》

2006년
- 《어텐션 플리즈》

2007년
- 《비밀의 화원》
- 《라이프》
- 《신칸센 걸》
- 《갈릴레오》

2008년
- 《도쿄 대공습》
- 《절대그이》
- 《시바토라》
- 《갈릴레오 에피소드 제로》
- 《기라기라》

2009년
- 《더 퀴즈 쇼》
- 《버저 비트》
- 《독신》

2010년
- 《시바토라 스페셜》
- 《미오카》

2011년
- 《고발: 국선변호인》
- 《태양은 다시 떠오른다》

### 영화
- 2003년 《춤추는 대수사선 더 무비 2: 레인보우 브릿지를 봉쇄하라!》
- 2005년 《용의자 무로이 신지》
- 2007년 《마이코 한》
- 2008년 《용의자 X의 헌신》
- 2010년 《극장판 도라에몽: 진구의 인어대해전》

### 외화
- 2024년 《고질라 X 콩: 뉴 엠파이어》 - 햄튼